# Parco nazionale della Drina
Il Parco nazionale di Drina è il quarto parco nazionale della Bosnia ed Erzegovina. È stato istituito nel 2017 e copre un'area di 6.315 ettari.  Amministrativamente, appartiene al comune di Srebrenica, e si trova sull'altro lato della Drina rispetto al Parco nazionale di Tara in Serbia. La sede del parco è a Skelani. 

## Descrizione
Le caratteristiche fondamentali del Parco nazionale della Drina sono legate alla biodiversità e alle specificità geomorfologiche. 

### Flora e fauna
La specie vegetale caratteristica è l'abete rosso di Pančić (Picea omorika), una specie relitta endemica e terziaria. Oggi è diffuso solo lungo il corso medio della Drina, nei comuni di Rogatica, Srebrenica, Foča, Čajniče e Višegrad, e in Serbia sul monte Tara. Le specie endemiche sono i fiordalisi di Derventa (Centaurea incompta subsp. Derventana), che con Edraianthus jugoslavicus, Daphne malyana e Sesleria tenuifolia costituisce una comunità di carattere endemico. Specie animali particolarmente importanti sono l'orso bruno (Ursus arctos), il camoscio (Rupicapra rupicapra) e l'aquila reale (Aquila chrysaetos). 
Le specifiche geomorfologiche sono relative alla gola della Drina e ai suoi affluenti. Questa valle è più ripida alla foce del Crni potok, dove la profondità massima del canyon è di 976 m. Il Crni potok nasce a più di 1.100 metri sul livello del mare e dopo soli 6 km di corso, dalla sorgente alla foce percorre un dislivello di oltre 800 metri. 
Perućac è un lago artificiale creato bloccando il flusso della Drina per le esigenze della centrale idroelettrica "Bajina Bašta" vicino a Perućac nel comune serbo di Bajina Bašta. 

## Storia
Storicamente, il parco nazionale appartiene a un'area geografica chiamata Osat, che un tempo era un'unità amministrativa. Nel XX secolo l'area di Osat era nota per i suoi eccellenti costruttori, di cui Ivo Andrić scrisse nel racconto "Osatičani". Numerosi edifici (capanne di legno) in Serbia e Bosnia ed Erzegovina testimoniano la loro arte. Nella comunicazione reciproca, i costruttori usavano la lingua osaćanska o, originariamente detta, lingua banjačka o dunđerska. 
Nell'area di questo parco si trova l'area archeologica di Skelani, dichiarata monumento nazionale della Bosnia ed Erzegovina. Essa comprende un insediamento romano, due basiliche paleocristiane e tombe al suo interno, mentre i reperti mobili sono esposti nel Museo Nazionale di Sarajevo e nel Museo Archeologico "Municipio Romano" a Skelani.